# Peterda
Peterda (în sârbă Radojevo, în maghiară Klári, în germană Klari) este o localitate în Districtul Banatul Central, Voivodina, Serbia.

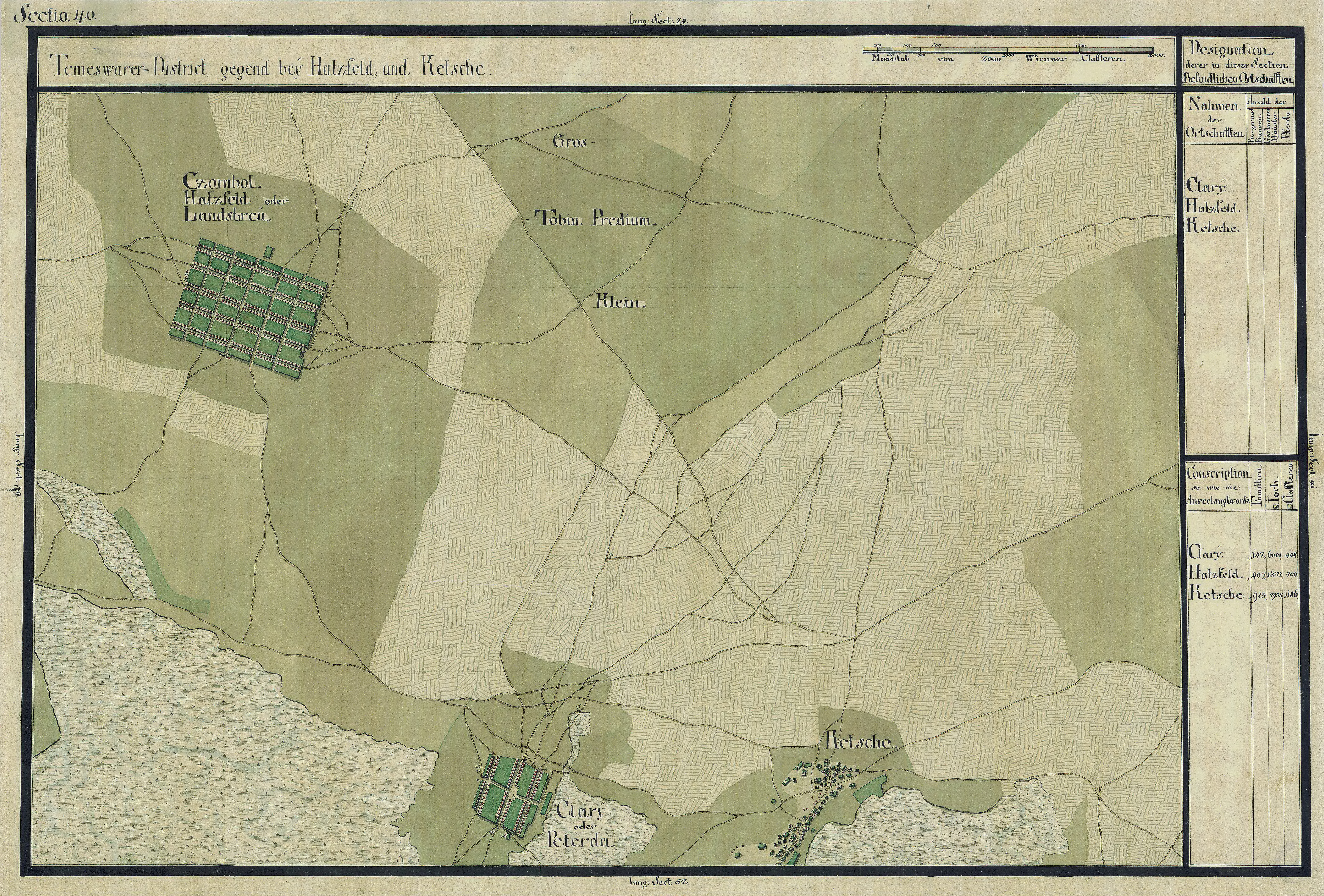
„Clary oder Peterda” pe Harta Iosefină a Banatului, 1769-72

Localitatea a fost conectată la rețeaua feroviară în anul 1857, odată cu darea în folosință a Căii ferate Szeged–Timișoara. Din 1920 stația aferentă localității se află pe teritoriul României, sub numele de Clarii Vii.
1. ↑  , Republicki geodetski zavod[*] http://web.archive.org/web/20160530172604/http://www.rgz.gov.rs/upload/web/Spisak%20KO-20150521.zip, arhivat din original la 30 mai 2016 Lipsește sau este vid: |title= (ajutor)